# Gradient adiabatique
Le gradient adiabatique est la valeur du gradient thermique pour laquelle l'entropie massique du milieu, supposé à l'équilibre, ne varie pas dans la direction du gradient, à composition et structure chimiques constantes. La température ne dépend alors que de la pression, suivant une loi qui ne dépend que des propriétés thermodynamiques du milieu.
S'agissant de milieux stratifiés dans lesquels la pression ne dépend que de la profondeur (ou de l'altitude), on désigne en fait par gradient adiabatique, le plus souvent, la valeur algébrique du vecteur gradient correspondant, la direction verticale étant orientée vers le bas.

## Expressions
Soit s l'entropie massique du milieu (à l'équilibre), fonction de la température T et de la pression P. Le gradient adiabatique est égal à :
{\displaystyle \left({\overrightarrow {\operatorname {grad} }}\,T\right)_{\mathrm {ad} }=-{\frac {(\partial s/\partial P)_{T}}{(\partial s/\partial T)_{P}}}\;{\overrightarrow {\operatorname {grad} }}\,P}
Il est commode d'exprimer les dérivées partielles ci-dessus à l'aide des coefficients calorimétriques et thermoélastiques. Par ailleurs, dans les milieux stratifiés en équilibre hydrostatique, le gradient de pression {\displaystyle {\overrightarrow {\operatorname {grad} }}\,P} est égal à {\displaystyle \rho \,{\vec {g}}}, où ρ désigne la masse volumique du milieu et {\displaystyle {\vec {g}}} l'accélération de la pesanteur. Il vient :
{\displaystyle \left({\overrightarrow {\operatorname {grad} }}\,T\right)_{\mathrm {ad} }={\frac {\alpha T}{c_{P}}}\,{\vec {g}}}
où α désigne le coefficient de dilatation isobare du milieu et cP sa capacité thermique isobare massique.

## Exemples

### Gaz parfaits
{\displaystyle \left({\overrightarrow {\operatorname {grad} }}\,T\right)_{\mathrm {ad} }={\begin{cases}{\dfrac {2M}{5R}}\,{\vec {g}}&{\text{pour un gaz parfait monoatomique}}\\\\{\dfrac {2M}{7R}}\,{\vec {g}}&{\text{pour un gaz parfait diatomique}}\end{cases}}}
où M désigne la masse molaire du gaz et R la constante des gaz parfaits.

### Atmosphère terrestre
L'air sec, essentiellement un mélange de diazote et de dioxygène, peut être considéré comme un gaz parfait diatomique de masse molaire {\displaystyle M\approx } 0,029 kg/mol. Avec {\displaystyle R\approx } 8,31 J mol−1 K−1 et {\displaystyle g\approx } 9,81 m/s2, on obtient :
{\displaystyle \left|{\frac {\mathrm {d} T}{\mathrm {d} z}}\right|_{\mathrm {ad} }\approx } 9,78 × 10−3 K/m,
soit une diminution d'environ un degré par centaine de mètres d'altitude.
Quand l'air est humide et comporte des gouttelettes d'eau en suspension, les variations de température s'accompagnent d'une variation de la fraction massique d'eau liquide. La capacité thermique isobare massique n'est alors plus celle de l'air sec mais celle du mélange diphasé air-eau, plus élevée (en raison de la chaleur latente d'évaporation). Le gradient thermique tombe alors à des valeurs de l'ordre de 3 K/km.

### Croûte et manteau
La croûte et le manteau de la Terre, comme d'ailleurs ceux des autres planètes telluriques et de la Lune, sont essentiellement constitués de roches silicatées. Le coefficient de dilatation isobare et la capacité thermique isobare massique de ces roches dépendent de leur composition chimique et minéralogique, mais ces propriétés ne sont pas extrêmement variables. En prenant des valeurs plausibles pour les roches du manteau et l'accélération de la pesanteur près de la surface, α = 1,5 × 10−5 K−1, cP = 103 J kg−1 K−1, T = 2 700 K et g = 9,8 m/s2, on obtient {\displaystyle \mathrm {d} T/\mathrm {d} z\approx } 4 × 10−4 K/m = 0,4 K/km.
La valeur du rapport α/cP dans le manteau à différentes profondeurs peut être déduite de la mesure des vitesses sismiques, donc aussi le gradient adiabatique. Il en résulte, entre 200 et 2 600 km de profondeur, un gradient adiabatique moyen égal à 1,7 × 10−4 × T200 K/km, où T200 désigne la température à 200 km de profondeur, soit 0,17 K/km si l'on prend T200 = 1 000 K.

### Noyau externe
Les propriétés du métal liquide qui constitue le noyau externe de la Terre sont estimées par extrapolation des mesures à hautes température et pression, et la température et l'accélération de la pesanteur à partir des mesures sismiques et d'une modélisation de la température. L'estimation courante du gradient adiabatique moyen est de 0,55 K/km.

### Étoiles
En raison surtout d'une plus forte gravité, le gradient adiabatique à l'intérieur des étoiles est plus élevé qu'à l'intérieur de la Terre. Dans le Soleil par exemple, il est de l'ordre de 0,01 K/m = 10 K/km.

## Stabilité des milieux stratifiés
Un milieu stratifié dans lequel la pression est hydrostatique ({\displaystyle \mathrm {d} P/\mathrm {d} z=\rho g}, l'axe vertical étant dirigé vers le bas) est en équilibre, mais cet équilibre peut être stable ou instable. Pour un milieu chimiquement homogène, le problème de la stabilité se pose quand le gradient thermique est positif, parce que les couches profondes sont alors moins denses que les couches superficielles (presque tous les matériaux ont un coefficient d'expansion thermique positif). On observe et on démontre que :
- si le gradient thermique {\displaystyle \mathrm {d} T/\mathrm {d} z} est inférieur au gradient adiabatique {\displaystyle (\mathrm {d} T/\mathrm {d} z)_{\mathrm {ad} }}, l'équilibre hydrostatique est stable ;
- s'il lui est supérieur, l'équilibre hydrostatique devient instable quand la différence {\displaystyle \mathrm {d} T/\mathrm {d} z-(\mathrm {d} T/\mathrm {d} z)_{\mathrm {ad} }} dépasse un certain seuil, qui dépend de la diffusivité thermique et de la viscosité cinématique du milieu ainsi que des dimensions de l'ensemble du système. Quand l'équilibre est instable, il est remplacé par un régime de convection.

Quand la convection est vigoureuse et que les conditions aux limites n'imposent pas la différence de température entre le haut et le bas de la couche convective, le gradient thermique moyen {\displaystyle \mathrm {d} {\bar {T}}/\mathrm {d} z} est à peine plus élevé que le gradient adiabatique. C'est en particulier le cas du noyau externe de la Terre et des autres planètes telluriques, ainsi que de la zone convective des étoiles (dont le Soleil).